# Austrotrophon cerrosensis
Austrotrophon cerrosensis is een slakkensoort uit de familie van de Muricidae. De wetenschappelijke naam van de soort is voor het eerst geldig gepubliceerd in 1891 door Dall.